# Болобан (Балабан) Віктор
Болобан (Балабан) Віктор (30.08.1898, місто Ромни Полтавська губернія, сучасна Сумська область — дата смерті невідома) - український військовик, громадський діяч; заст. голови управи Української громади в Кнютанжі-Нільванжі (1924, Mosele France). Військове звання — сотник артилерії Армії УНР.
Відповідно до українського законодавства є борцем за незалежність України у ХХ столітті.

## Біографія
Віктор Болобан (Балабан) закінчив 8 класів гімназії в Переяславі у 1916 році. Потім він продовжив навчався на правничому факультеті Київського університету Святого Володимира який закінчив у 1918 році. В подальшому служив хорунжим важкого гарматного дивізіону Запорозької дивізії армії УНР, там і отримав підвищення до сотника.
Вже перебуваючи на еміграції 5 липня 1924 року написав прохання зачислити його студентом до УГА в Подебрадах, але він не був  прийнятий. Перебував на еміграції — у Франції та Люксембурзі. Працював робітником металургійного заводу.
Подальша доля невідома. 

## Нагороди
Хрест Симона Петлюри (нагороджений під № 15)